# Subdivisões do Vietname
O Vietname é subdividido em 58 províncias e 5 cidades com estatuto de província.

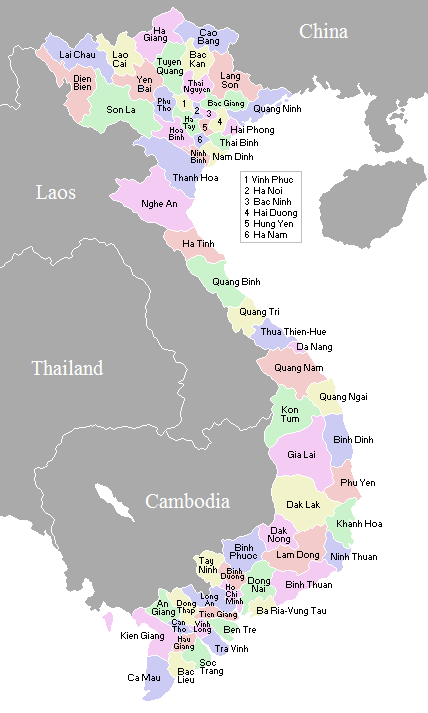
Províncias do Vietnã

As 5 cidades com estatuto de província são:
- Can Tho
- Cidade de Ho Chi Minh
- Danang
- Haiphong
- Hanói
- Huế

As 58 províncias são:
| - An Giang - Bac Giang - Bac Kan - Bac Lieu - Bac Ninh - Ba Ria-Vung Tau - Ben Tre - Binh Dinh - Binh Duong - Binh Phuoc - Binh Thuan - Ca Mau - Cao Bang - Dac Lac - Dak Nong - Dien Bien - Dong Nai - Dong Thap - Gia Lai - Ha Giang - Hai Duong - Ha Nam - Ha Tinh - Hau Giang - Hoa Binh - Hung Yen - Khanh Hoa - Kien Giang - Kon Tum | - Lai Chau - Lam Dong - Lang Son - Lao Cai - Long An - Nam Dinh - Nghe An - Ninh Binh - Ninh Thuan - Phu Tho - Phu Yen - Quang Binh - Quang Nam - Quang Ngai - Quang Ninh - Quang Tri - Soc Trang - Son La - Tay Ninh - Thai Binh - Thai Nguyen - Thanh Hoa - Tien Giang - Tra Vinh - Tuyen Quang - Vinh Long - Vinh Phuc - Yen Bai |

As províncias estão agrupadas em 8 regiões. As regiões não possuem fins administrativos apenas econômicos e estatísticos. São elas:

Regiões do Vietnã

- Costa do Centro-Sul ou Nam Trung Bộ (South Central Coast)
- Costa do Centro-Norte ou Bắc Trung Bộ (North Central Coast)
- Delta do Rio Mekong ou Đồng Bằng Sông Mêkông (Mekong River Delta)
- Delta do Rio Vermelho ou Đồng Bằng Sông Hồng (Red River Delta)
- Nordeste ou Đông Bắc Bộ(Northeast)
- Noroeste ou Tây Bắc Bộ (Northwest)
- Sudeste ou Đông Nam Bộ (Southeast)
- Terras Altas do Centro ou Tây Nguyên (Central Highlands)